# Зимно настъпление
Зимното настъпление от ноември 1939 до март 1940 година е мащабна военна операция в Китай по време на Втората китайско-японска война.
То включва настъпление на силите на Република Китай срещу Япония по няколко различни направления в цялата страна. Макар че операцията на успява да постигне първоначалните си цели и през пролетта на 1940 година японците да си връщат голяма част от първоначално изгубените територии, тя оказва силно въздействие върху японското командване, което смята китайците за неспособни на толкова голяма настъпателна операция.